# 의성 관덕동 석사자
의성 관덕동 석사자(義城 觀德洞 石獅子)는 대구광역시 수성구 국립대구박물관에 있는 통일신라의 조각이다. 1963년 1월 21일 대한민국의 보물 제202호로 지정되었다.

## 개요

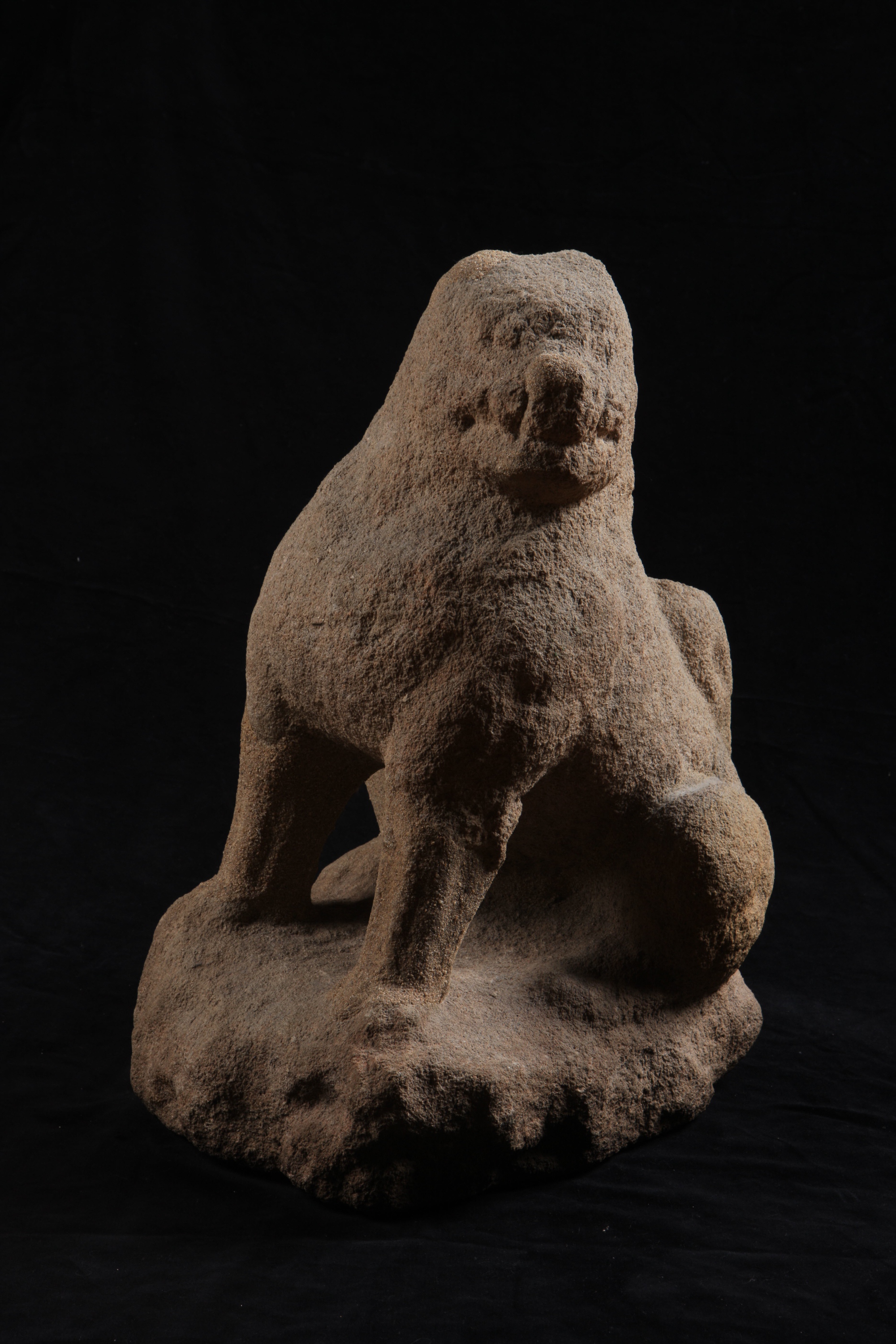

의성 관덕리 삼층석탑(보물 제188호)의 기단(基壇) 윗면에 배치되어 있던 네 마리의 사자상 가운데 남아있는 사자상 2구이다. 한 쌍은 1940년에 분실되었고 나머지 한 쌍만 국립경주박물관에 보관되어 있다.
2구 모두 조각수법을 알아볼 수 없을 정도로 심하게 닳아 있다. 암사자는 앞발을 곧게 세우고 뒷발은 구부린 자세로 앉아있다. 얼굴은 오른쪽을 향하고 있으며 굵은 목에는 구슬목걸이가 남아 있어 불국사 다보탑의 돌사자 장식을 연상하게 한다. 여기서 눈길을 끄는 것은 배 밑에 세 마리의 새끼 사자가 있고 그 중 한 마리는 어미젖을 빨고 있는 희귀한 모습이다. 수사자는 암사자와 같은 자세로 앉아 있으며, 고개를 약간 왼쪽으로 향하고 있어 암수가 서로 마주보는 배치였던 것으로 추측된다.
조성연대는 의성 관덕리 삼층석탑과 같은 시기인 9세기 초반의 작품으로 추정된다. 세부의 수법을 파악하기 어려우나 전체적으로 균형이 잘 잡혀있고, 양쪽 발과 앞가슴의 근육 등에서 힘찬 조각의 일면을 엿볼 수 있다.

## 같이 보기
- 의성 관덕리 삼층석탑 - 보물 제188호

## 참고 자료
- 의성 관덕동 석사자 - 국가유산청 국가유산포털